# Husby-Långhundra distrikt
Husby-Långhundra distrikt är ett distrikt i Knivsta kommun och Uppsala län. 
Distriktet ligger i östra delen av kommunen.

## Tidigare administrativ tillhörighet
Distriktet inrättades 2016 och utgörs av socknen Husby-Långhundra i Knivsta kommun.
Området motsvarar den omfattning Husby-Långhundra församling hade vid årsskiftet 1999/2000.